# Ауэнвану, Одиль
Одиль Ауэнвану (фр. Odile Ahouanwanou; род. 5 января 1991, Савалу) — бенинская семиборка, также специализируешся на беге на 100 метров с барьерами. Является рекордсменом Бенина в обоих соревнованиях. Участвовала на летних Олимпийских играх 2012 года, Африканских играх 2015 года и двух чемпионатах Африки по лёгкой атлетике, а также выиграла серебряную медаль в семиборье на Африканских играх 2015 года.

## Соревнования
Дебютировал на международном уровне на чемпионате Африки по лёгкой атлетике 2012 года в Порто-Ново, Бенин. Участвовала в семиборье и заняла шестое место в общем зачёте с 4983 очками, отставая от золотой медалистки на 941 очко. Лучший результат Ауэнвану в индивидуальной дисциплине был четвёртым как в метании копья, так и в толкании ядра. На летних Олимпийских играх 2012 года она соревновалась в беге на 100 метров с барьерами, заняв восьмое место из девяти, установив новый национальный рекорд Бенина - 14,76 секунды.
Следующим крупным соревнованием Ауэнвану стал чемпионат Африки по лёгкой атлетике 2014 года, где она заняла восьмое место в семиборье с 4309 очками. Она выиграла толкание ядра и метание копья, но была дисквалифицирована в беге на 100 метров с барьерами. Затем Ауэнвану участвовала в Африканских играх 2015 года, где выиграла серебряную медаль в семиборье, набрав 5734 очка. Она финишировала первой в толкании ядра и метании копья, второй в беге на 200 метров, четвёртой в прыжках в высоту, пятой в беге на 100 метров с барьерами, седьмой в беге на 800 метров и восьмой в прыжках в длину.
Она заняла 8-е место в семиборье на чемпионате мира по лёгкой атлетике 2019 года с новым национальным рекордом в 6210 очков.